# ویلیام آر پوگ
ویلیام آر پوگ (به انگلیسی: William Reid Pogue) فضانورد اهل ایالات متحده آمریکا است که در ۲۳ ژانویهٔ ۱۹۳۰ میلادی در اوکما، اکلاهما زاده شد. وی در مأموریت اسکای‌لب ۴ حضور داشته‌است.